# 霍尔勒
霍尔勒（荷蘭語：Goirle，荷蘭語發音：[ˈɣoːrlə] ⓘ）是荷蘭的一個市鎮，位於荷蘭南部，在行政區劃上屬於北布拉班特省，是蒂尔堡郊區的一部分。荷蘭國腳约里斯·马泰森在此出生和成長。

## 外部連結
- 维基共享资源上的相關多媒體資源：霍尔勒
- Official website （页面存档备份，存于）